# بکر فلاته
بکر فلاته (عربی: بكر فلاته؛ زادهٔ ۱۰ آوریل ۱۹۸۹) یک ورزشکار اهل عربستان سعودی است.
از باشگاه‌هایی که در آن بازی کرده‌است می‌توان به باشگاه فوتبال القادسیه عربستان سعودی و باشگاه فوتبال الحزم عربستان سعودی اشاره کرد.